# Cleistocactus samaipatanus
A Cleistocactus samaipatanus a szegfűvirágúak (Caryophyllales) rendjébe, ezen belül a kaktuszfélék (Cactaceae) családjába tartozó faj.

## Képek

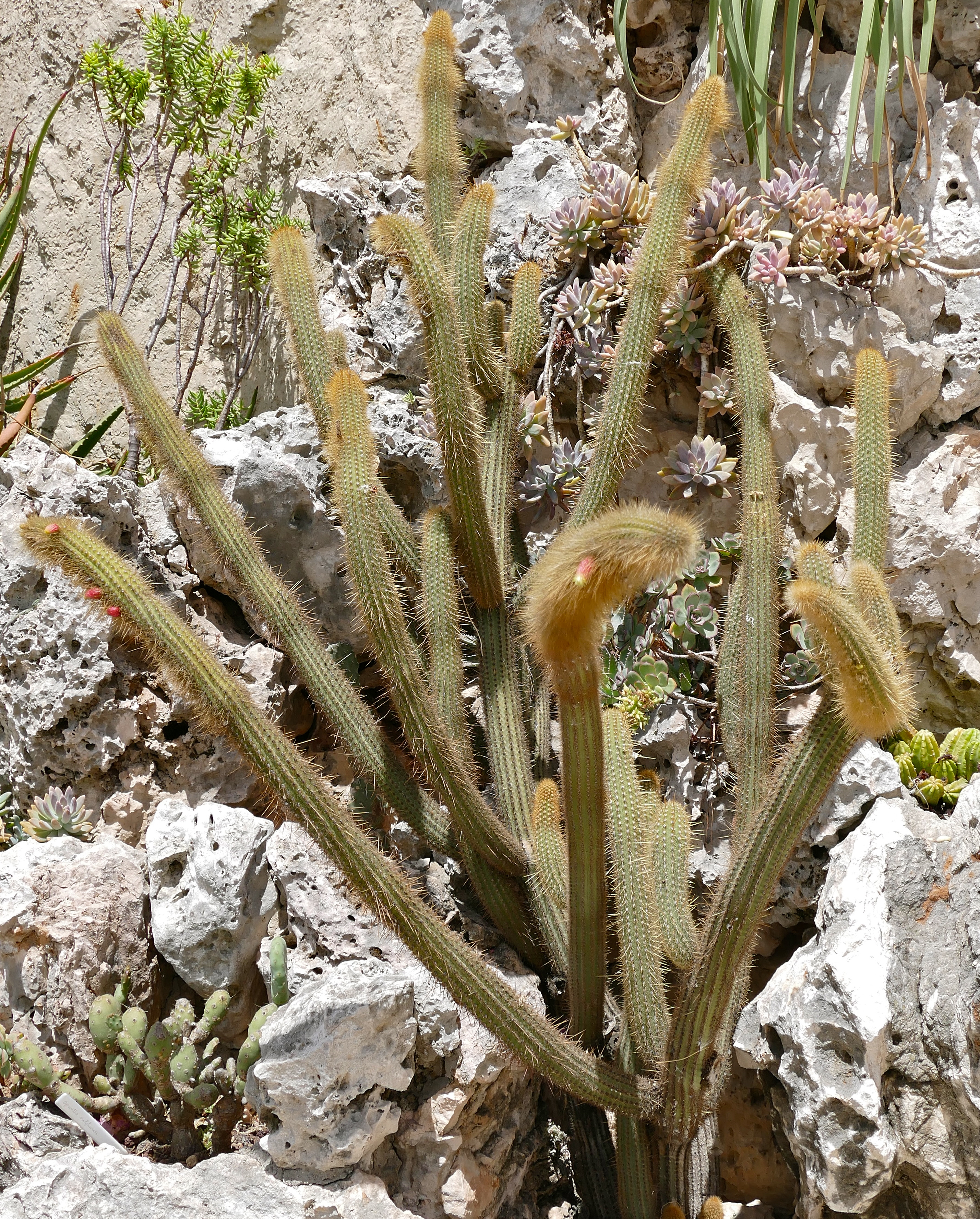
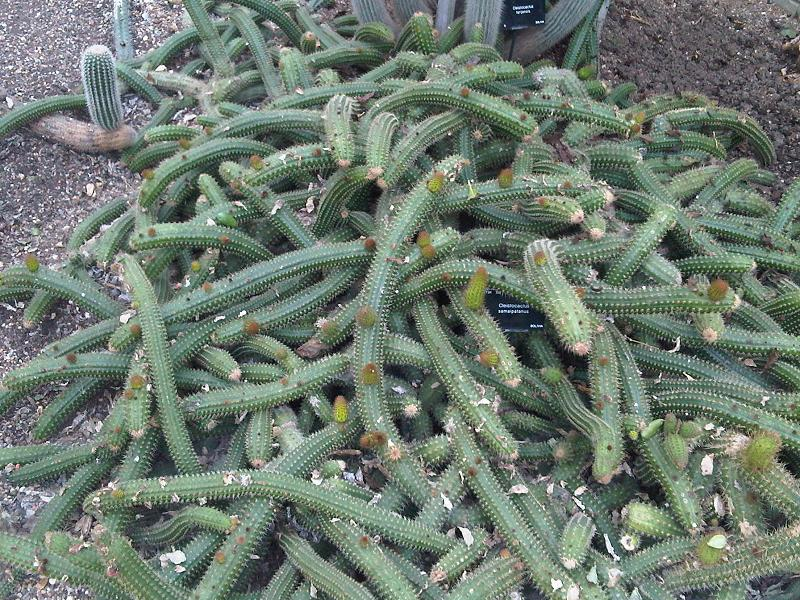
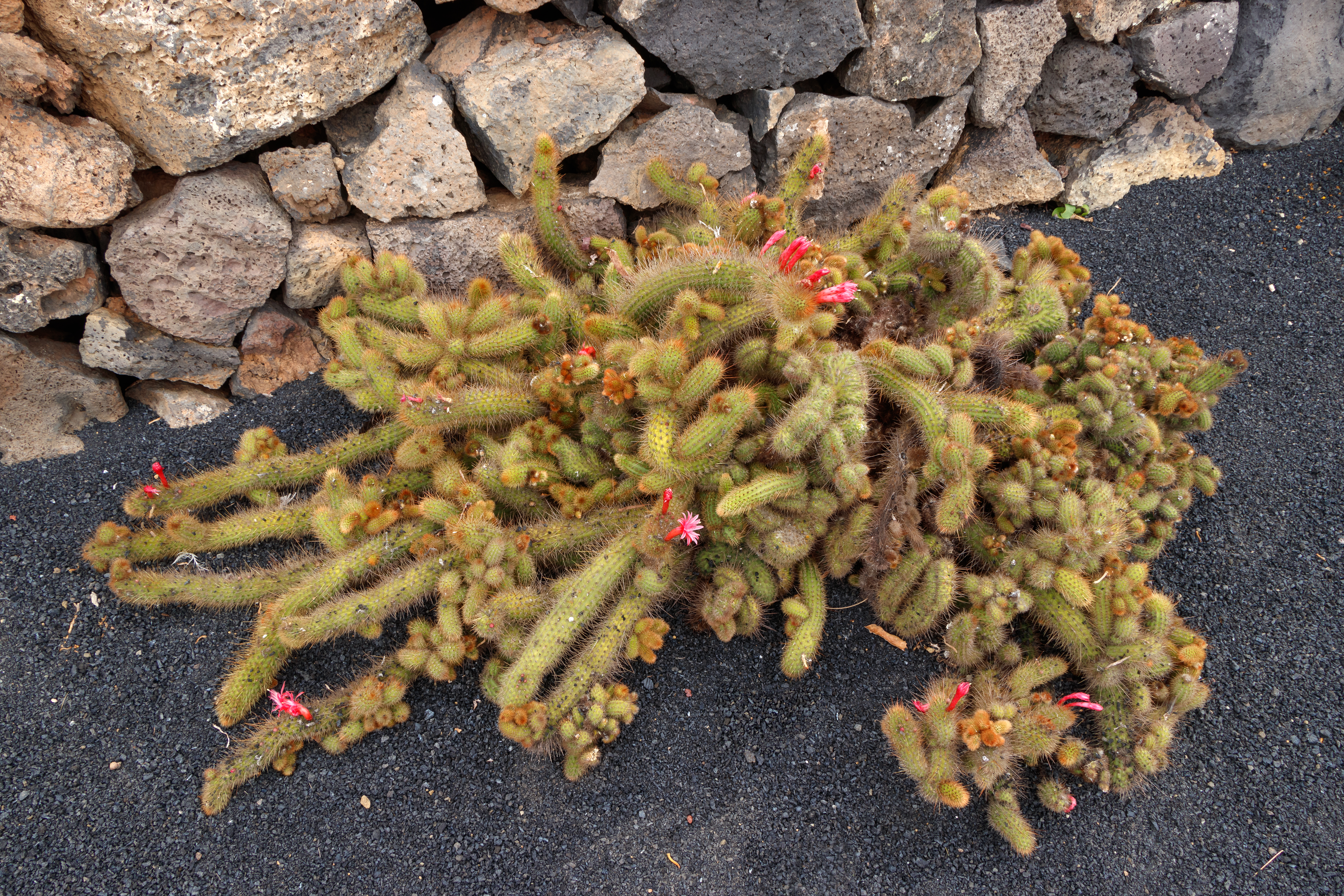
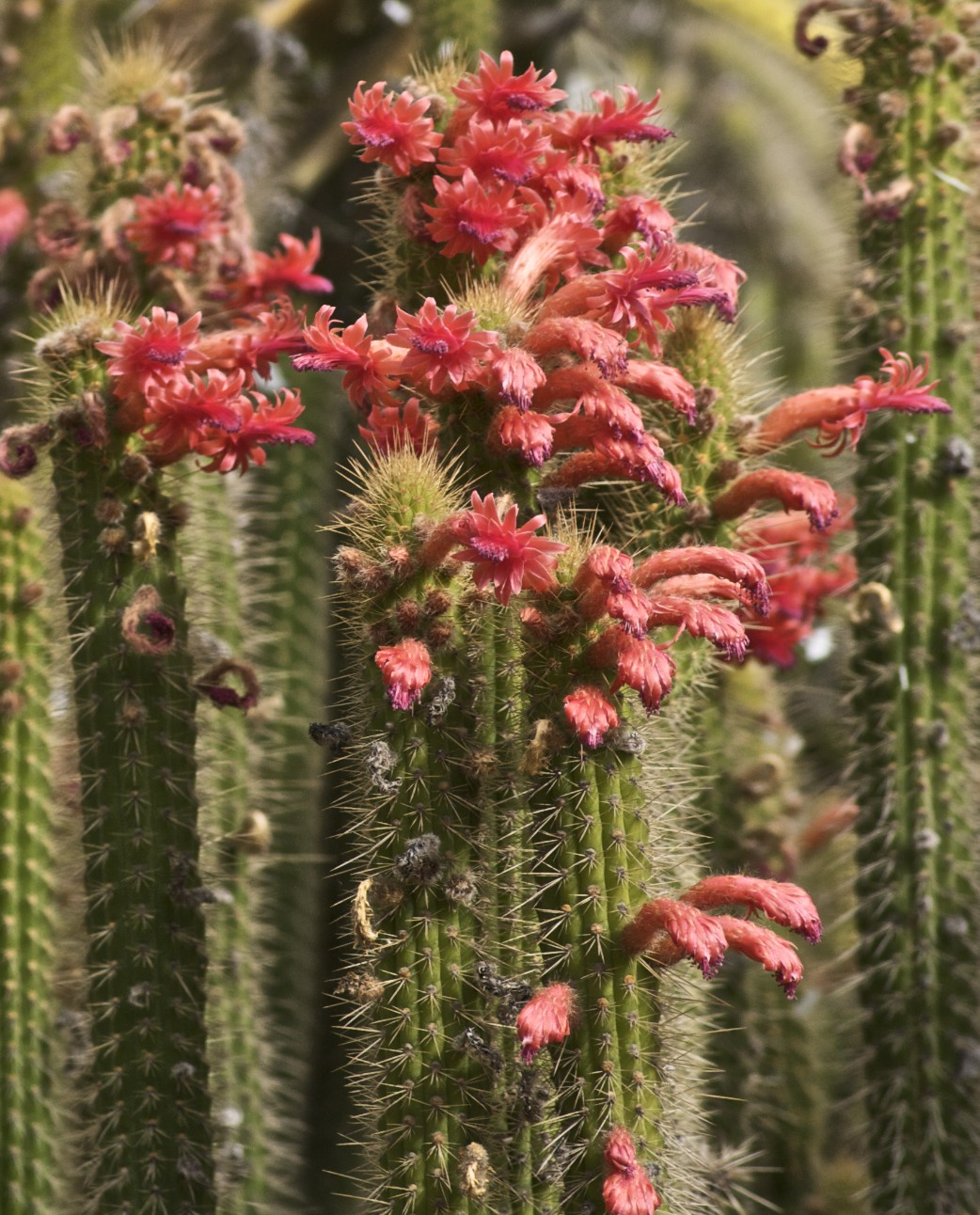
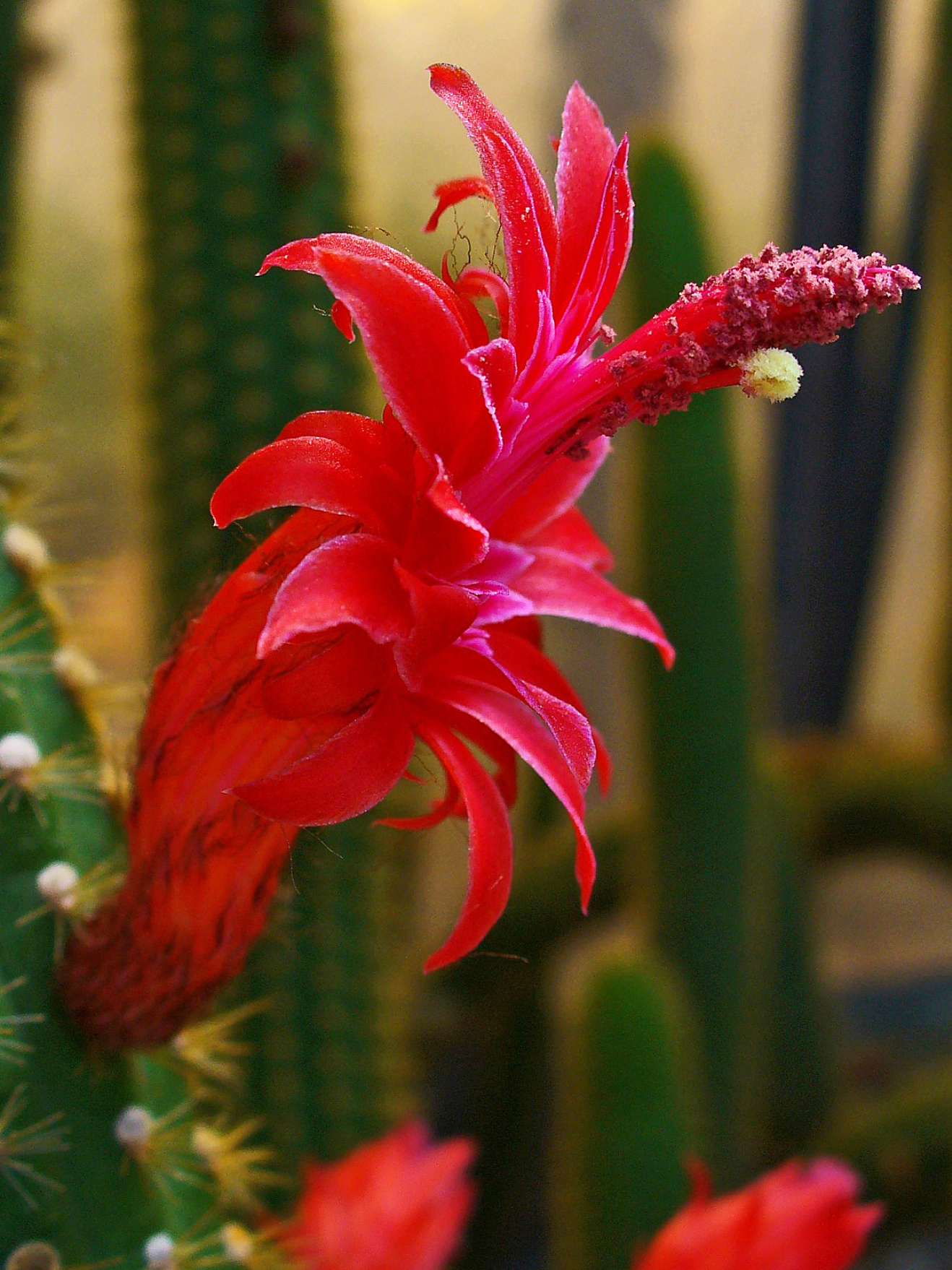

## Előfordulása
A Cleistocactus samaipatanus előfordulási területe Dél-Amerika nyugati részén található. Bolívia és Peru területein őshonos. A fagyot nem bírja, emiatt télen, csak szobában, üvegházban tartható.

## Alfaja
- Cleistocactus samaipatanus subsp. divi-miseratus (Cárdenas ex Backeb.) M.Lowry - csak Bolíviában él.

## Megjelenése
Akár 100 centiméter magasra növő kaktuszfaj, melynek több szára is van. A szárak hosszúak és vékonyak; számos halvány aranysárga tüske borítja. A nagy rózsaszínes-vörös virágai nyáron nyílnak.